# Cash (moneda china)

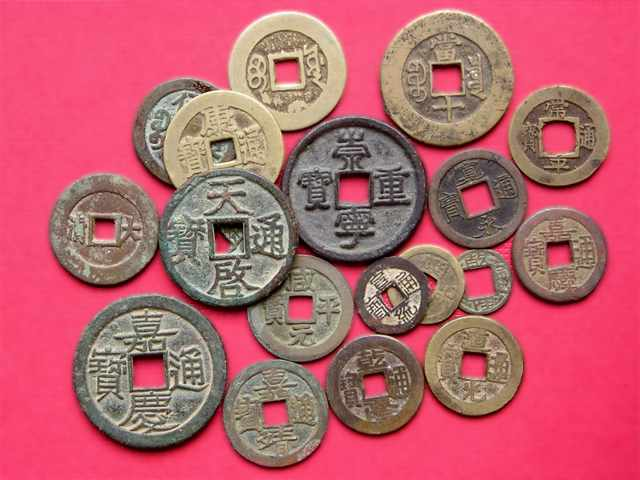
Réplicas de varias monedas de cash en varios metales encontradas en China, Corea y Japón.

Cash (Chino tradicional: 方 孔 錢; Chino simplificado: 方 孔 钱; Hanyu Pinyin: fāng kǒng qián; Significado literal: dinero de agujero cuadrado) era un tipo de moneda de China y Asia Oriental, utilizada desde el siglo IV a. C. hasta el siglo XX, caracterizada por su forma externa redonda y un agujero central cuadrado (方穿, fāng chuān). Originalmente lanzadas durante el período de los Reinos combatientes, estas monedas continuaron siendo utilizadas por la China imperial. Las últimas monedas de cash chinas se lanzaron en el primer año de la República de China. La moneda continuó siendo utilizada extraoficialmente en China hasta mediados del siglo XX. Las últimas monedas de cash chinas en Indonesia circularon en Bali hasta 1970 y todavía se usan para la mayoría de los rituales hindúes en la actualidad.
En general, la mayoría de las monedas de cash se hicieron de aleaciones de cobre o bronce, y las monedas de hierro, plomo y zinc se usaron ocasionalmente con menos frecuencia a lo largo de la historia china. Raras monedas de plata y oro también se produjeron. Como las monedas de cash producidas durante la historia de China fueron similares, las monedas producidas durante la dinastía Song del Norte continuaron circulando como moneda válida hasta principios del siglo XX.
En la era moderna, estas monedas se consideran "monedas de buena suerte" chinas. Se cuelgan de cuerdas y alrededor del cuello de los niños, o sobre las camas de personas enfermas. Ocupan un lugar en varias supersticiones, así como en la medicina tradicional china y el feng shui.
Entre las unidades monetarias basadas en este tipo de monedas están el mon japonés, el mun coreano y el văn vietnamita.